# Coleophora lacera
Coleophora lacera is een vlinder uit de familie kokermotten (Coleophoridae). De wetenschappelijke naam werd voor het eerst geldig gepubliceerd in 1993 door Mark Isaakovich Falkovitsh.
De soort komt voor in Europa.